# LG 윙
LG 윙 5G(LG Wing 5G)는 LG전자가 제조한 안드로이드 기반 패블릿 스마트폰이자 세계 최초의 스위블 스마트폰이다. 스위블 디자인으로 되어 있어서 주 디스플레이가 T자 모양으로 회전이 가능하며 더 작은 2번째 디스플레이가 모습을 드러낸다.

## 운영체제/소프트웨어 업데이트 내역

### 안드로이드 10
LG WING은 안드로이드 10을 기본 탑재하였으며 UI는 LG UX 9이 적용되었다. 또한 스위블 모드와 세컨드 스크린을 위한 전용 스위블 홈 UI가 적용되었다.

## 디자인
LG 윙은 경사지게 깎은 모서리가 있는 양극산화 처리된 알루미늄 프레임을 사용한다. 디스플레이와 후면 패널 모두 명시되지 않은 유리에 의해 보호된다. 하단 화면은 전면 패널을 감싸는 고도로 매끄러운 폴리아세탈로 되어 있다. 하단부의 상단 베젤에는 이어폰 단자가 있다. 기본 상태에서는 전통적인 스마트폰처럼 사용할 수 있으며 어느 방향으로든 스위블 모드를 사용할 수 있다. 시계 방향으로 주 디스플레이를 회전시키면 스위블 모드를 활성화하며 여기서 주 디스플레이는 시간과 날짜, 앱 캐러셀을 표시하는 풍경 모드를 갖추고 있다. 2차 디스플레이는 2개의 앱을 동시에 실행하는 것 외에도 디지털 카메라 짐벌이나 미디어 컨트롤 역할을 할 수 있다. 힌지는 전화는 90도 회전이 가능한 힌지를 활용할 수 있다. 이 힌지는 이중 잠금 구조를 갖추고 있다.

## 기능

### 디스플레이
주 디스플레이는 벨벳과 V60 ThinQ와 공유되며 6.8" FHD+ P-OLED에 20.5:9 가로세로비를 지원하며 2차 디스플레이는 3.9" G-OLED에 ~8:7 가로세로비를 지원한다. 주 디스플레이는 또한 언더스크린 광학 지문 스캐너를 탑재하고 있다. 
카메라
후면 카메라는 V60과 유사한 6400만 화소의 광각 및 13 MP 초광각 센서를 탑재하고 있다. 3번째 카메라는 디지털 카메라 짐벌에 사용되는 추가적인 12 MP 초광각 센서이다. 전면 카메라는 위로 툭 튀어나오는 구조로 감추어져 있으며 3200만 화소 센서를 사용한다.

### 사운드

#### 인공지능 사운드
LG WING은 LG VELVET과 같이 기존의 Hi-Fi Quad DAC와 DTS:X 입체음향을 대신해 인공지능 사운드 기술을 지원한다. LG전자는 가우디오랩이라는 스타트업과의 제휴를 통해 스페이셜 업믹스라는 기술을 적용했다. 이는 사용자가 음악, 영화, 게임 등의 콘텐츠를 즐길 때 각 콘텐츠에 맞는 고음질 입체 음향을 지원하는 기술이다. 가우디오랩은 기존의 입체 음향과는 달리 원본 음성에서 개별 음원 신호를 추출한 뒤, 자체 렌더링 기술을 통해 음향을 공간화하는 방식을 통해 왜곡을 줄였다고 밝혔다.

### 기타
LG VELVET에 이어서 일체형 배터리가 적용되었다. 방수코팅 기술이 적용되어서 IP54 수준의 방수방진이 채택되었다. 미군에서 진행하는 내구성 테스트인 MIL-STD 810G 통과 인증을 받았다. Qi 표준 무선 충전을 지원한다. 퀄컴 사의 퀵차지 4+를 적용해 고속 충전도 지원한다.

#### LG 페이
LG 페이는 2017년 6월 1일부터 추가된 LG전자의 모바일 결제 서비스이다. 2019년, LG G8 ThinQ를 기점으로 북미 시장에 상륙했다. 경쟁 중인 서비스는 애플 페이와 삼성 페이이며, 결제 방식으로는 NFC (근거리 무선 통신)와 MST (마그네틱 보안전송) 방식을 지원한다.

#### 생체인식
LG VELVET에 이어서 화면내장 지문인식을 지원한다. 다만, 삼성 갤럭시 S20 시리즈와 삼성 갤럭시 노트20 시리즈에 탑재된 초음파 지문인식 센서가 아닌 갤럭시 A 시리즈에 탑재된 광학식 지문인식 센서를 사용했다. 그리고 전작들이 지원하는 패턴, 노크온을 모두 지원한다.

## 색상
- 일루전 스카이
- 오로라 그레이